# September 1996
Dit artikel geeft een chronologisch overzicht van alle belangrijke gebeurtenissen per dag in de maand september van het jaar 1996.

## Gebeurtenissen

### 4 september
- Koningin Beatrix verricht de officiële opening van de Erasmusbrug in Rotterdam.

### 5 september
- Jules Wijdenbosch is de nieuwe president van Suriname. De kandidaat van de NDP van Desi Bouterse krijgt in de Verenigde Volksvergadering 31 stemmen meer dan de zittende president Ronald Venetiaan.

### 7 september
- In Muncie (Indiana) behaalt de Australische triatleet Greg Welch de wereldtitel lange afstand. Bij de vrouwen gaat de zege naar de Amerikaanse Karen Smyers.

### 14 september
- Installatie van de nieuwe Surinaamse president Jules Wijdenbosch in aanwezigheid van de radicale Amerikaan Louis Farrakhan, leider van de Nation of Islam.

### 15 september
- De Russische wielrenner Vjatsjeslav Djavanian wint de 53ste editie van de Ronde van Polen.

### 19 september
- Een Nederlandse F-16 botst boven het Kanaal met een Britse Sea Harrier. Beide vliegtuigen raken beschadigd maar konden veilig landen op de Britse luchtmachtbasis Yeovilton.[1]

### 25 september
- Dakotaramp - Het vliegtuig de PH-DDA stort neer in de Waddenzee.
- Het laatste Magdalen Asylum in Ierland wordt gesloten.

### 27 september
- Kabul valt in handen van de Taliban.

### 29 september
- Stefano Baldini (Italië) en Ren Xiujuan (China) winnen in Palma de Mallorca de wereldtitel op de halve marathon.

<< · januari · februari · maart · april · mei · juni · juli · augustus · september · oktober · november · december · >>